# Cornelia (prénom)
Pour les articles homonymes, voir Cornelia.
Cette page présente le prénom Cornelia ainsi que ses variantes.
Cornelia est un prénom féminin d'origine latine utilisé notamment en italien et en anglais. Il prend la forme Cornélie en français, Kornelia en polonais, Kornélia en hongrois et en slovaque, ainsi que d'autres variantes comme Cornélia ou Kornélie.

## Étymologie

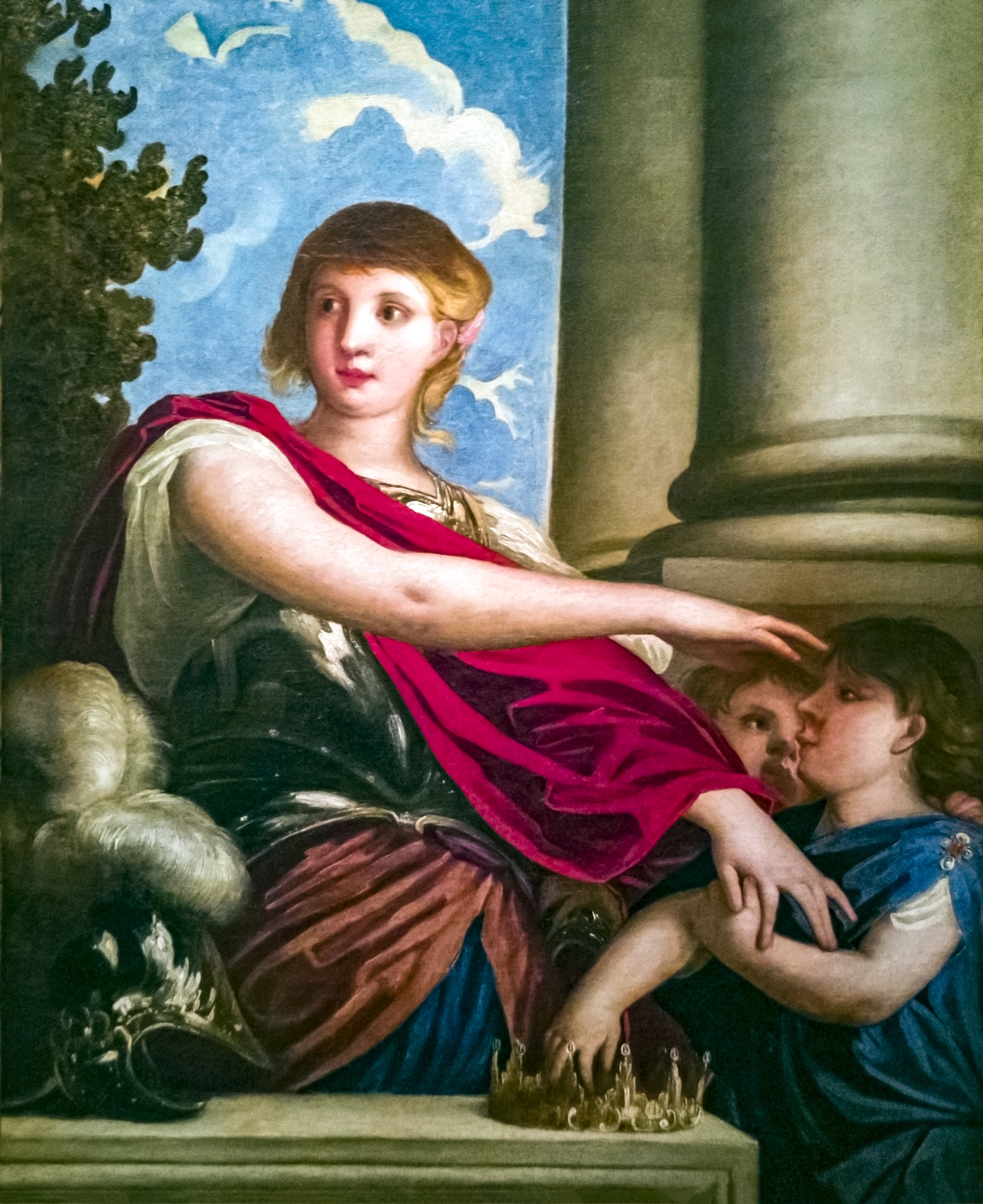
Cornelia ou Cornélie, mère des Gracques, peinte par Alessandro Varotari.

Cornelia est la forme féminine du cognomen Cornelius porté dans la gens des Cornelii. Ce nom dérive probablement de la « corne » (en latin : cornu) qui est un symbole d'abondance et sert d'amulette contre la malchance dans la Rome antique[réf. souhaitée].
Servi par la célébrité de la mère des Gracques, Cornelia, traditionnellement considérée comme l'idéal de la femme romaine, le nom est repris en anglais vers le XVIIIe siècle.
Ses formes hypocoristiques — par exemple Corrie en anglais et en néerlandais, Cora, Kora ou Nelly en allemand — sont partagées avec d'autres prénoms tels que Coralie, Corinne ou Hélène.

## Popularité
De nos jours, le prénom est fréquent dans le nord de l'Italie, notamment en Lombardie.

## Fête
- 14 septembre : Les Cornelia et Cornélie sont généralement fêtées le 14 septembre en l'honneur du pape Corneille[3].
- 31 mars : Elles sont fêtées le 31 mars plus spécialement en Autriche[1], en l'honneur de sainte Cornelia (de), martyre à Carthage en 300[réf. souhaitée].

## Équivalents
- en allemand : Cornelia, Kornelia[1]
- en anglais : Cornelia[1]
- en croate : Kornelija[1]
- en basque : Kornelia
- en espagnol : Cornelia
- en français : Cornélie[1]
- en grec Κορνηλία / Kornēlía, Kornīlía
- en hongrois : Kornélia[1]
- en italien : Cornelia[1]
- en néerlandais : Cornelia[1]
- en polonais : Kornelia
- en roumain : Cornelia
- en slovaque : Kornélia[1]
- en tchèque : Kornélie[1]

## Personnalités portant ce prénom
Pour les articles sur les personnes portant ce prénom, consulter les listes générées automatiquement pour les variantes 
Cornelia, 
Cornélia, 
Cornélie, 
Corrie et 
Kornelia.